# Bones (Equinox)
Bones è un singolo del gruppo musicale bulgaro-statunitense Equinox, pubblicato il 12 marzo 2018 su etichetta discografica Symphonix Music.

## Descrizione
Scritto da Borislav Milanov con Trey Campbell, Joacim Persson e Dag Lundberg, l'11 marzo 2018 gli Equinox sono stati selezionati internamente dall'ente radiotelevisivo bulgaro BNT come rappresentanti bulgari per l'Eurovision Song Contest. Il brano è stato presentato e pubblicato il 12 marzo 2018 e ha rappresentato la Bulgaria all'Eurovision Song Contest 2018, a Lisbona, in Portogallo.
Il brano ha gareggiato nella prima semifinale dell'8 maggio 2018, classificandosi settimo. Qualificatosi in finale, ha portato la Bulgaria al quattordicesimo posto.

## Tracce
Download digitale
1. Bones – 3:00